# Terry Pratchett
Sir Terry Pratchett, all'anagrafe Terence David John Pratchett (Beaconsfield, 28 aprile 1948 – Broad Chalke, 12 marzo 2015), è stato uno scrittore britannico, noto per i suoi romanzi di fantasy umoristico. È conosciuto dai suoi fan come Pterry, suo nickname nel newsgroup dedicato alle sue opere.
È principalmente noto per la sua lunga serie di romanzi ambientati nel Mondo Disco (Discworld). Il suo primo romanzo, Il popolo del tappeto (The Carpet People), venne pubblicato nel 1981, il primo romanzo del Mondo Disco, Il colore della magia (The Colour of Magic) fu pubblicato dal 1983. Ha scritto in media due libri all'anno. Snuff, il trentanovesimo romanzo della serie del Mondo Disco, è stato il terzo romanzo per rapidità di vendite nel Regno Unito, con 55 000 copie vendute nei primi tre giorni.
Pratchett è stato l'autore più venduto degli anni novanta e al 2010 ha venduto complessivamente 85 milioni di copie dei suoi libri, tradotti in 37 lingue. Nel dicembre 2007 ha pubblicamente annunciato di soffrire dei primi sintomi della malattia di Alzheimer. Successivamente ha fatto una sostanziosa donazione pubblica all'Alzheimer's Research Trust. e ha registrato un programma che racconta la sua esperienza con la malattia per la BBC Il suo ultimo romanzo venne pubblicato nel settembre 2015, a 6 mesi dalla morte, ultimo libro della saga del Mondo Disco.

Pratchett è stato nominato ufficiale dell'Ordine dell'Impero Britannico (OBE) nel 1998 e ha ricevuto il titolo di cavaliere (Knight Bachelor) nel 2009 per i servizi resi alla letteratura. Nel 2002 gli è stata assegnata la Carnegie Medal per il suo romanzo per bambini Il prodigioso Maurice e i suoi geniali roditori (The Amazing Maurice and his Educated Rodents).

## Biografia

### Primi anni
Terry Pratchett nasce nel 1948 a Beaconsfield, nella contea del Buckinghamshire (Inghilterra), figlio unico di David ed Eileen Pratchett, di Hay-on-Wye. Nel 1957 la sua famiglia si trasferì a Bridgwater nel Somerset. Nel 1959 passò il suo eleven plus esam ottenendo un posto nella John Hampden Grammar School, ma decidendo di frequentare invece la High Wycombe Technical High School. Pratchett si descrive come uno studente qualunque (non descript) e nella sua voce nel Who's Who britannico attribuisce la sua formazione alla Beaconsfield Public Library.
I suoi primi interessi includono l'astronomia, (collezionava le figurine del tè Brooke Bond riguardo allo spazio, e possedeva un telescopio) e voleva diventare un astronomo, ma mancava della necessaria abilità matematica. Comunque, questo lo portò a leggere fantascienza britannica e statunitense e tra il 1963 e il 1964 iniziò a partecipare alle convention di fantascienza, fino a quando dovette smettere per gli impegni di lavoro qualche anno più tardi. Le sue prime letture includono i lavori di H. G. Wells e di Arthur Conan Doyle trovati nella biblioteca della nonna materna. «Era una biblioteca molto piccola, ma conteneva ogni libro che deve essere letto» e in una intervista raccontò come fossero stati quei libri ad «avergli dato un'educazione».
Mostra precocemente una notevole attitudine alla scrittura, tanto che a tredici anni pubblica il suo primo racconto, The Hades Business, nel giornale della scuola. Il racconto verrà ripubblicato commercialmente sulla rivista Science Fantasy due anni dopo, nel 1961. Il suo secondo lavoro pubblicato è Night Dweller, apparso nella rivista New Worlds numero 156 nel novembre del 1965.
Pratchett ottenne 5 O-level e iniziò i corsi avanzati (A-level) in arte, inglese e storia. La prima scelta di carriera di Pratchett fu il giornalismo e lasciò la scuola a 17 anni per iniziare a lavorare per il Bucks Free Press dove, tra le altre cose, scrisse diversi racconti per la sezione Children's Circle firmandosi con lo pseudonimo Uncle Jim. In uno di questi racconti compaiono alcuni protagonisti del The Carpet People. Questi racconti sono l'obiettivo di un progetto del Bucks Free Press per renderli disponibile online. Nel tempo libero terminò il suo corso A-level di inglese e seguì un corso per giornalisti.

### Prima carriera
Pratchett ebbe la sua prima occasione nel 1968, mentre lavorava come giornalista. Durante un'intervista a Peter Bander van Duren, co-direttore di una piccola casa editrice, menzionò di aver scritto una storia, Il popolo del tappeto. Bander van Duren e il suo socio d'affari, Colin Smythe (della Colin Smythe Ltd Publishers) pubblicò il libro nel 1971, con illustrazioni di Pratchett stesso. Il libro ricevette poche, ma ottime recensioni e venne seguito dal romanzi di fantascienza The Dark Side of the Sun (1975) e Strata (1981).
Dopo vari lavori come giornalista in testate giornalistiche di provincia, Western Daily Press, Bath Chronicle, nel 1980 Pratchett divenne addetto stampa per la Central Electricity Generating Board (GEGB), la società di stato britannica per la produzione di energia elettrica, per una zona che comprendeva quattro centrali nucleari. In seguito dichiarerà che aveva dimostrato un «impeccabile tempismo» nell'aver cambiato carriera così presto dopo l'Incidente di Three Mile Island e disse che avrebbe «scritto un libro sulla sua esperienze, se avesse pensato che qualcuno avrebbe potuto credergli».
Il primo romanzo del Mondo Disco, Il colore della magia (The Colour of Magic) fu pubblicato nel 1983 da Colin Smythe in un'edizione a copertina rigida, mentre i diritti di pubblicazione per il tascabile furono acquistati dalla Corgi, un marchio della Transworld, l'editore corrente. Il romanzo ottenne subito un notevole successo, grazie anche alla Corgi che riuscì a promuoverlo efficacemente e addirittura a farlo trasmettere alla BBC come un serial in sei parti, durante la trasmissione Woman's Hour. Le ascoltatrici, a quanto pare, ne furono entusiaste, e la BBC avrebbe in seguito trasmesso anche un successivo romanzo di Pratchett, L'arte della magia (Equal Rites). I diritti per le successive edizioni in copertina rigida furono acquistati dalla Victor Gollancz, che rimase la casa editrice di Pratchett fino al 1997, mentre la Corgi pubblicò le edizioni tascabili e Smythe divenne l'agente letterario di Pratchett. Pratchett fu il primo scrittore di fantasy ad essere pubblicato dalla Gollancz.
Pratchett lasciò il suo lavoro alla GEGB nel 1987 dopo aver completato il quarto romanzo del Mondo Disco, Morty l'apprendista (Morty), per potersi concentrare completamente sulla scrittura. Le vendite dei suoi libri crebbero rapidamente e molti dei suoi libri occuparono i primi posti delle liste dei best seller. Secondo il The Times, Pratchett fu lo scrittore inglese più venduto e con il maggior guadagno del 1996. Alcuni dei suoi libri sono stati pubblicati dalla Doubleday, un altro marchio della Transworld. Negli Stati Uniti Pratchett è pubblicato dalla HarperCollins.
Secondo la Bookseller's Pocket Yearbook del 2005, nel 2003 le vendite sul mercato inglese di Pratchett ammontavano al 3,4% del mercato della narrativa e al 3.8% del valore, piazzandolo al secondo posto dopo J. K. Rowling (6% e 5,6% rispettivamente), mentre nelle vendite dei tascabili era 5º, dopo James Patterson (1.9% e 1.7%), Alexander McCall Smith, John Grisham e J. R. R. Tolkien). È l'autore i cui libri sono maggiormente rubati nel Regno Unito.

### Vita privata

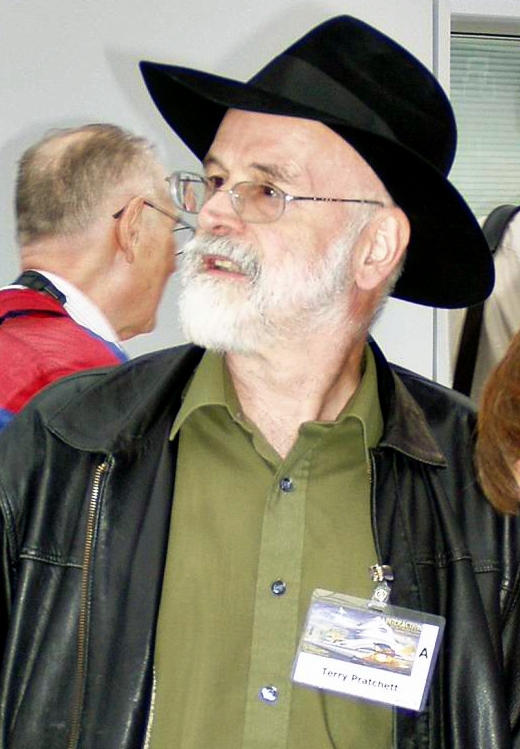
Terry Pratchett alla Worldcon 2005 in Glasgow, agosto 2005.

Terry Pratchett sposò sua moglie Lyn nel 1968, e nel 1970 si trasferirono a Rowberrow, Somerset. La loro figlia Rhianna Pratchett, a sua volta una scrittrice, nacque nel 1976. Nel 1993 la famiglia si trasferì in un villaggio a nord-ovest di Salisbury, Wiltshire. Tra le sue attività ricreative elenca «scrivere, camminare, usare il computer, vivere». Si descrive come un umanista ed è distinguished supporter della British Humanist Association e socio onorario della National Secular Society.
Pratchett è noto per l'abitudine di indossare larghi cappelli fedora neri, come compare spesso nelle foto sul retro di copertina dei suoi libri. Il suo stile è stato descritto «come più da cowboy urbano che da gentleman cittadino».
Il 31 dicembre 2008 fu annunciato che Pratchett avrebbe ricevuto il titolo di Knight Bachelor al New Year Honours della Regina del 2009. Venne investito formalmente a Buckingham Palace il 18 febbraio 2009. Successivamente disse: «You can't ask a fantasy writer not to want a knighthood. You know, for two pins I'd get myself a horse and a sword» («Non potete chiedere a uno scrittore fantasy di non volere un cavalierato. Insomma, per due spille mi farei spada e cavallo»). Alla fine del 2009 si fece realmente una spada con l'aiuto di alcuni amici, raccontò a un intervistatore di Times Higher Education che «Alla fine dell'anno scorso mi feci una spada. Scavai il minerale di ferro da un campo distante cinque miglia — fui aiutato da alcuni amici. Estraemmo 80 kg di minerale, usando argilla dal giardino e paglia costruimmo una fornace e l'accendemmo con una scintilla da un archetto. — Colin Smythe, suo agente letterario e amico da lungo tempo donò dei pezzi di ferro meteoritico — questo ha un posto speciale nella magia e l'aggiungemmo alla fusione, e ricordo che quando liberammo il ferro sembrava argento. Toccai e maneggiai tutto quello che lo riguardava e così via... E ogni cosa era come doveva essere, così mi sembrava»
È stato insignito del titolo di Ufficiale dell'Order of the British Empire (OBE) nel 1998 per servizi alla letteratura. Nel 1999 gli è stato conferito il dottorato honoris causa in Lettere dall'Università di Warwick.
Nel gennaio 2009 Pratchett è stato insignito del titolo di Cavaliere dalla regina Elisabetta.

### La malattia e la morte
(Motto)
Nell'agosto 2007, a Pratchett fu erroneamente diagnosticato un piccolo ictus avvenuto nel 2004 o nel 2005, che si credette aver danneggiato la parte destra del suo cervello. Mentre le sue capacità motorie erano state influenzate, il danno osservato aveva lasciato integre le sue capacità di scrivere. L'11 dicembre 2007, Pratchett ha reso noto su Internet che gli è stata fatta una nuova diagnosi di una forma molto rara della malattia di Alzheimer precoce, che "era responsabile dell'ictus fantasma di quest'anno", secondo le sue parole. La forma della malattia si chiama atrofia corticale posteriore, nella quale aree della parte posteriore del cervello iniziano a ridursi di volume. Pratchett in un'intervista radio ha definito la sua malattia un problemuccio (embuggerance) e ha chiesto al suo pubblico di «tenere alto il morale» e ha dichiarato «qua stiamo prendendo la cosa piuttosto con filosofia e, se possibile, con un cauto ottimismo». Prevenendo le ovvie domande, Pratchett ha detto che ritiene di avere tempo per «almeno qualche altro libro», e ha aggiunto che, sebbene comprenda l'impulso a chiedere «c'è qualcosa che possa fare?», in questo caso particolare prenderà in considerazione offerte di questo tipo solo da parte di «grandi esperti in chimica del cervello». Parlando della diagnosi al Festival della Letteratura di Bath, Pratchett ha ammesso di non essere più in grado di scrivere dediche assieme agli autografi sui libri.
Nel marzo 2008, Pratchett ha annunciato di donare un milione di dollari statunitensi all'Alzheimer's Research Trust, dicendo di aver parlato con almeno tre persone sopravvissute al cancro al cervello, ma con nessun sopravvissuto all'Alzheimer, e che era stato scioccato dal «vedere che i finanziamenti per la ricerca sull'Alzheimer sono solamente il 3% rispetto a quelli per la ricerca sul cancro». Riguardo a questa donazione, Pratchett ha detto: «come molte altre persone, sto cercando di tirare avanti abbastanza a lungo per poter essere ancora qui quando verrà trovata la cura». La donazione di Pratchett ha ispirato una campagna su Internet in cui i fan sperano di «raddoppiare per Pratchett» (Match it for Pratchett), raccogliendo un ulteriore milione di dollari.
Nell'aprile 2008 la BBC ha iniziato a lavorare con Pratchett per produrre un documentario in due parti basato sulla sua malattia. La prima puntata di Terry Pratchett: Living With Alzheimer's fu trasmessa su BBC Two il 4 febbraio 2009, ottenendo 2,6 milioni di spettatori e uno share del 10,4%. La seconda puntata trasmessa l'11 febbraio 2009, ottenne un ascolto di 1,72 milioni di persone e uno share del 6,8%. Il programma vinse un premio BAFTA nella categoria miglior serie o elemento dal vero. Pratchett è anche comparso nella puntata del 15 maggio 2008 di The One Show per parlare delle sue condizioni. È stato il soggetto di un'intervista nella puntata del 20 maggio 2008 di On the Ropes su BBC Radio 4, in cui ha discusso dell'Alzheimer e di come ha influenzato la sua vita.
Dall'agosto 2008 Pratchett ha iniziato a testare un prototipo per il trattamento della sua condizione. Nonostante alcuni miglioramenti della sua condizione, la capacità dello strumento di alterare il corso della malattia viene visto con scetticismo.
Il 26 novembre 2008 Pratchett ha incontrato il primo ministro Gordon Brown, a cui ha richiesto un aumento dei fondi per la ricerca sull'Alzheimer.
In un articolo pubblicato a metà del 2009, Pratchett ha affermato che desidera commettere un suicidio assistito (sebbene non gli piaccia il termine), prima che la sua malattia progredisca fino a un punto critico. Pratchett fu scelto dalla BBC per fare una lettura alla Richard Dimbleby Lecture del 2010, intitolando il suo intervento Shaking Hands With Death ("Dare una stretta di mano alla Morte"), che venne trasmesso il 1º febbraio 2010. Pratchett nella sua lettura introduce l'argomento della morte assistita, ma la maggior parte del testo venne letto dal suo amico Tony Robinson a causa delle difficoltà che Pratchett ha con la lettura a causa delle sue condizioni.
A causa delle sue condizioni Pratchett detta i suoi testi al suo assistente Rob Wilkins o al computer usando un programma di riconoscimento vocale.
Nel giugno 2011 Pratchett ha presentato un documentario della BBC intitolato Terry Pratchett: Choosing to Die sul soggetto della morte assistita, che vinse il BAFTA scozzese nel novembre 2011. Sempre a inizio giugno è stata ripresa dalle maggiori testate giornalistiche la notizia che Terry Pratchett ha iniziato il processo formale che potrebbe completarsi con il suicidio assistito (probabilmente in Svizzera). È morto il 12 marzo 2015: ne ha dato notizia ufficiale sul suo sito la figlia Rhianna, col messaggio «Alla fine, Sir Terry, dobbiamo incamminarci assieme». Nelle opere di Pratchett, il maiuscoletto è il segno distintivo delle parole pronunciate dalla Morte. Secondo una fonte anonima riportata dal Telegraph, la sua morte è stata naturale e non assistita.

## Interessi

### Computer e Internet
Pratchett iniziò a usare un computer per scrivere non appena ne ebbe uno disponibile. Il suo primo computer fu un Sinclair ZX81, il primo che usò propriamente per scrivere fu un Amstrad CPC 464, successivamente rimpiazzato da un PC. Possedeva diversi computer e si portava sempre dietro un portatile quando viaggiava. I suoi esperimenti con gli aggiornamenti dei computer si riflettono in Hex, il computer dell'Università Invisibile del Mondo Disco.
Pratchett fu uno dei primi autori a utilizzare normalmente Internet per comunicare con i suoi fan e ha contribuito al newsgroup Usenet alt.fan.pratchett fin dal 1992. Comunque non considerava Internet un hobby, ma semplicemente un'altra «cosa da usare».
Pratchett era anche un avido videogiocatore e ha collaborato con la creazione di diversi adattamenti in videogioco dei suoi libri. I suoi giochi preferiti erano quelli «intelligenti con una certa profondità» e ha citato come esempi Half-Life 2 e missione prodotte dai fan per Thief.

### Storia naturale
Pratchett ha citato più volte di essere affascinato dalla storia naturale. Possedeva una serra piena di piante carnivore.
Nel 1995 una tartaruga marina fossile della Nuova Zelanda, risalente all'Eocene venne battezzata in suo onore Psephophorus terrypratchetti dal paleontologo R. Köhler.

#### Orango
Pratchett era un affidatario della Orangutan Foundation UK ma era pessimista sul futuro della stessa. Le sue attività hanno incluso visitare nel 1995 il Borneo con una squadra di ripresa di Channel 4 per girare un episodio di Jungle Quest, filmando gli oranghi nel loro habitat naturale. Seguendo il suo esempio gli eventi organizzati dai fan di Pratchett hanno adottato l'Orangutan Foundation come loro opera caritatevole. Uno dei personaggi fittizi più popolari di Pratchett è il Bibliotecario (Librarian) un mago dell'Università Invisibile che è stato trasformato in un orangotango da un incidente magico.

### Astronomia
Il suo interesse per l'astronomia fin dall'infanzia l'ha spinto a costruire un osservatorio nel suo giardino. L'asteroide 127005 Pratchett è stato battezzato in suo onore.
È stato ospite nella puntata del cinquantennale del programma della BBC The Sky at Night il 12 maggio 2007.

### Riconoscimenti
Pratchett è stato nominato ufficiale dell'Ordine dell'Impero Britannico (OBE) nel 1998 e ha ricevuto il titolo di cavaliere (Knight Bachelor) nel 2009 per i servizi resi alla letteratura. In seguito a ciò ha commentato sulla SF/fan newsletter Ansible, «Sospetto che i "servizi alla letteratura" consistano nel trattenersi dallo scriverne» (suggerendo che il titolo ricevuto fosse più un riconoscimento del successo ottenuto che del genere fantasy). Comunque aggiunse «In ogni caso non posso trattenermi dall'esserne potentemente esultante».
Pratchett è stato l'autore di fantasy e fantascienza dell'anno del British Book Awards per il 1994.
Pratchett vinse un BSFA Award nel 1989 con il romanzo Maledette piramidi (Pyramids) e un Premio Locus per il miglior romanzo fantasy nel 2008 con Making Money.
Pratchett ha ricevuto otto lauree honoris causa:
- University of Warwick in 1999,[72]
- University of Portsmouth nel 2001,[73]
- University of Bath nel 2003,[74]
- University of Bristol nel 2004,[75]
- Buckinghamshire New University nel 2008,[76]
- Trinity College Dublin nel 2008,[77]
- Bradford University nel 2009,[78]
- University of Winchester in 2009.[79]

Nel 2002 gli è stata assegnata la Carnegie Medal per il suo romanzo per bambini Il prodigioso Maurice e i suoi geniali roditori (The Amazing Maurice and his Educated Rodents) Night Watch ha vinto il Premio Prometheus del 2003 per il miglior romanzo libertario the 2003.
Nel 2003 Pratchett divenne il secondo autore dopo Charles Dickens ad avere 5 libri nella lista dei 'Top 100' Big Read della BBC (quattro di questi erano romanzi del Mondo Disco). Pratchett è anche l'autore con più romanzi nella 'Top 200': ben 15. Tre dei quattro romanzi del Mondo Disco erano incentrati sul personaggio di Tiffany Aching "strega in addestramento" e ognuno di essi ha ricevuto il Premio Locus per il miglior libro per ragazzi (nel 2004, 2005 e 2007).
Pratchett ha ricevuto lo Skylark Award nel 2009. Nel 2010 ha ricevuto un World Fantasy award per l'opera della sua vita. Nel 2011 ha ricevuto il Margaret A. Edwards Award dalla Young Adult Library Services Association, una divisione della American Library Association, in riconoscimento della sua significativa e duratura contribuzione alla letteratura per i giovani adulti.
È stato nominato professore nella scuola di inglese del Trinity College Dublin nel 2010, con un ruolo nell'educazione postlaurea in scrittura creativa e letteratura popolare.
Nel 2010 I Shall Wear Midnight ha vinto l'Andre Norton Award per la fantasy e fantascienza per giovani adulti, assegnato dalla Science Fiction and Fantasy Writers of America (SFWA) come parte della cerimonia del Premio Nebula.

### Fandom
I romanzi del Mondo Disco hanno portato a convention dedicate, la prima a Manchester nel 1996 e successivamente mondiali spesso con Pratchett come ospite d'onore. I suoi fan non sono limitati da età o genere e ha ricevuto grandi ammontare di posta da essi. A Pratchett piaceva incontrare i suoi fan e sentire quello che pensano dei suoi libri: dice che poiché hanno pagato per i suoi romanzi, questi «sono tutto per me».

## Opere

### Serie del Mondo Disco
Composta da quarantun libri, è la serie ambientata nel Mondo Disco (Discworld).

#### Ciclo di Scuotivento
- Il colore della magia (The Colour of Magic, 1983), Mondadori, 1989
- La luce fantastica (The Light Fantastic, 1986), Mondadori, 1991
- Stregoneria (Sourcery, 1988), Mondadori, 1992
- Eric (Faust Eric, 1990; in edizione standard e illustrata), Salani, 2006
- Tempi interessanti (Interesting Times, 1995), Salani, 2021
- The Last Continent (1998), inedito in Italia
- The Last Hero (2001; in edizione illustrata), inedito in Italia
- Unseen Academicals (2009), inedito in Italia

#### Ciclo delle streghe
- L'arte della magia (Equal Rites, 1987), Mondadori, 1991
- Sorellanza stregonesca (Wyrd Sisters, 1988), Mondadori, 1992
- Streghe all'estero (Witches Abroad, 1991), Salani, 2009
- Streghe di una notte di mezza estate (Lords and Ladies, 1992), Salani, 2012
- Streghe all'Opera (Maskerade, 1995), Salani, 2023
- Carpe Jugulum (1998), inedito in Italia

#### Ciclo di Morte
- Morty l'apprendista (Mort, 1987), Mondadori, 1992
- Il tristo mietitore (Reaper Man, 1991), Salani, 2008
- All'anima della musica! (Soul Music, 1994), Salani, 2013
- La notte di Babbo Maiale (Hogfather, 1996), Salani, 2023
- Thief of Time (2001), inedito in Italia

#### Ciclo della guardia
- A me le guardie! (Guards! Guards!, 1989), Salani, 2002
- Uomini d'arme (Men at Arms, 1993), Salani, 2003
- Piedi d'argilla (Feet of Clay, 1996), Salani, 2005
- Alla carica! (Jingo, 1997), Salani, 2024
- The Fifth Elephant (1999), inedito in Italia
- Night Watch (2002), inedito in Italia
- Thud! (2005), inedito in Italia
- Snuff (2011), inedito in Italia

#### Ciclo di Tiffany
- L'intrepida Tiffany e i Piccoli Uomini Liberi (The Wee Free Men, 2003), Mondadori, 2004
- Un cappello pieno di stelle (A Hat Full of Sky, 2004), Mondadori, 2005
- La corona di ghiaccio (Wintersmith, 2006), Mondadori, 2008
- I Shall Wear Midnight (2010), inedito in Italia
- The Shepherd's Crown (2015), inedito in Italia

#### Ciclo di Moist von Lipwig
- Going Postal (2004), inedito in Italia
- Making Money (2007), inedito in Italia
- Raising Steam (2013), inedito in Italia

#### Altri
- Maledette piramidi (Pyramids, 1989), Sonzogno, 1994
- Stelle cadenti (Moving Pictures, 1990), Salani, 2007
- Tartarughe divine (Small Gods, 1992), Salani, 2011
- The Truth (2000), inedito in Italia
- Il prodigioso Maurice e i suoi geniali roditori (The Amazing Maurice and his Educated Rodents, 2001), Mondadori, 2003
- Monstrous Regiment (2003), inedito in Italia

### Serie del Piccolo Popolo
- Il piccolo popolo dei grandi magazzini (Truckers, 1989), Salani, 1991
- Il piccolo popolo all'aria aperta (Diggers, 1990), Salani, 1992
- Il piccolo popolo decolla (Wings, 1990), Salani, 1993

### Serie di Johnny Maxwell
- È solo un gioco Johnny! (Only You Can Save Mankind, 1992), Mondadori, 2000
- L'impossibile avventura di J.M. (Johnny and the Dead, 1993), Mondadori, 1996
- J.M. e la bomba (Johnny and the Bomb, 1993), Mondadori, 1998

### Serie La lunga terra
(In collaborazione con Stephen Baxter)
- La lunga terra (The Long Earth, 2012), Salani, 2017
- The Long War (2013), inedito in Italia
- The Long Mars (2014), inedito in Italia
- The Long Utopia (2015), inedito in Italia
- The Long Cosmos (2016), inedito in Italia

### Altri romanzi
- Il Popolo del Tappeto (The Carpet People, 1971), Mondadori, 1995
- The Dark Side of the Sun (1976), inedito in Italia
- Strata (1981), inedito in Italia
- Il gatto non adulterato (The Unadulterated Cat, 1989) (con Gray Jolliffe), Salani 2016
- Buona Apocalisse a tutti! (Good Omens, 1990) (con Neil Gaiman), Mondadori, 2007
- Nation (2008), inedito in Italia

## Motivi ricorrenti nell'opera di Pratchett
Fin dai primi lavori, Pratchett dispiega un umorismo di tipo paradossale che è stato paragonato a quello di Douglas Adams.
Con il procedere della sua produzione, questi elementi permangono, ma se ne inseriscono altri di tipo più serio, passando dalla parodia del genere (Il colore della magia) a elementi tra il quotidiano, il fantastico e il filosofico (Morty l'apprendista, Il tristo mietitore), di esame delle religioni (Tartarughe divine) o di critica sociale (spesso espresse dal personaggio di Samuel Vimes, nel ciclo delle Guardie).